# Eucereon sylvius
Eucereon sylvius är en fjärilsart som beskrevs av Jan Sepp 1858. Eucereon sylvius ingår i släktet Eucereon och familjen björnspinnare. Inga underarter finns listade i Catalogue of Life.

## Bildgalleri

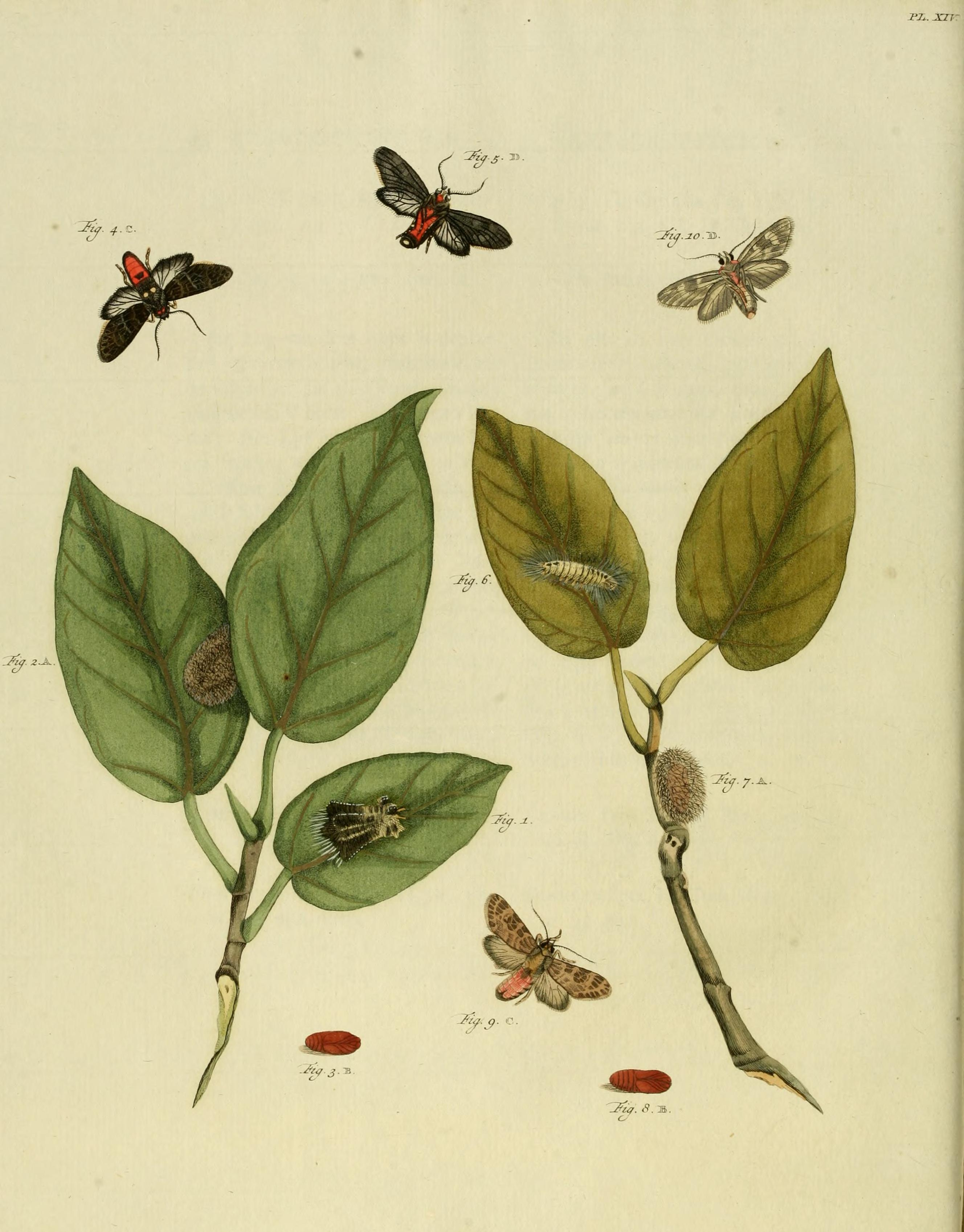